# Cal Rossell (Granera)
Cal Rossell és una masia del terme municipal de Granera, a la comarca catalana del Moianès. Pertany a la parròquia de Sant Martí de Granera. Està situada a 799 metres d'altitud en el Barri del Castell, just dessota del Castell de Granera. S'hi accedeix pel carrer únic del Barri del Castell, acabant d'arribar a peu al costat de la masia. Pertany a aquesta masia la capella de Sant Pere Apòstol, una petita capella. La casa i la capella són a prop.